# Charles Janet
Charles Janet est un scientifique français né à Paris le 15 juin 1849 et mort le 7 février 1932 à Voisinlieu (actuelle commune de Beauvais). Naturaliste au sens le plus large, il fut géologue, paléontologue, entomologiste, biologiste et chimiste même si ces disciplines ne reflètent qu’une partie de ses recherches. Bien que tombé dans l'oubli, cet ingénieur, industriel et inventeur est redécouvert depuis les années 2010 pour sa construction novatrice du tableau périodique des éléments.

## Biographie
Après avoir suivi les différentes affectations de son père polytechnicien et lieutenant-colonel dans l’intendance militaire, il fera sa scolarité à Paris. Il y suit les cours du collège puis du lycée Stanislas. S’ensuit Centrale Paris d'où il sortira ingénieur des Arts et Manufacture en 1872. Sa carrière prend son essor en 1877 quand il intègre la plus grosse industrie de Beauvais. En effet, la Brosserie Dupont emploiera au plus fort de son activité 1200 ouvriers dans ses ateliers et 1800 à domicile. Il épouse en même temps la fille (et future héritière) du propriétaire de cette manufacture. Ses revenus sont donc tout à fait considérables.
Il habite la Villa des roses, une ancienne demeure qu'il a fait agrandir. Elle compte 32 pièces où il peut installer ses laboratoires et ses collections. C'est là que naîtront ses 7 enfants (6 fils et 1 fille). Il possède aussi un parc paysagé d'un douzaine d'hectares (avec promenades, perspectives, ponts et plan d'eau) qui est accessible en franchissant un pont au bout du jardin de sa maison. Il demeurera à Beauvais jusqu'à son décès. Affable et modeste, il était peu connu comme savant de la part de ses concitoyens même s'il a toujours été membre de la Société académique de l'Oise.

## Œuvre
En parallèle à ses activités professionnelles, Charles Janet entame en 1886 un cursus universitaire à la Sorbonne. Il est aussi coopté pour devenir membre de la Société entomologique de France et de la Société zoologique de France. Reçu premier à la licence, il débute ensuite une thèse sur les fourmis et obtiendra son doctorat ès sciences naturelles en 1900. Avant même la fin de ses études, l’Académie des sciences publiait régulièrement ses recherches dans ses comptes rendus et lui attribuait en 1896 le prix Thore. En 1899, il fut élu président de la Société zoologique de France. En 1900, il perfectionne ses nids artificiels et remporte grâce à eux un vif succès à l’Exposition universelle de Paris. Sa popularité est alors suffisamment grande pour susciter l’intérêt des journalistes qui décrivent dans des articles détaillés la nouvelle passion myrmécophile du public. En 1909, l’Académie des sciences lui décerne un nouvel accessit : le prix Cuvier pour l’ouvrage le plus remarquable en zoologie. Autour de 1900, Charles Janet est donc un entomologiste reconnu chez les zoologistes et connu du grand public. Il est toutefois difficile de l'enfermer dans une seule discipline, car c'est un véritable polymathe. En effet, il mène plusieurs recherches en parallèle, et presque toujours avec un niveau qui égale celui des meilleurs spécialistes de son époque. Ses publications représentent 4 000 pages d’articles scientifiques, 700 figures et 150 planches. À l’heure actuelle Charles Janet est perçu soit comme un myrmécologue du passé soit comme un chimiste en devenir.

### Géologie, paléontologie
Charles Janet explore le Bassin parisien et surtout sa craie. À la demande d'Edmond Hébert et de son laboratoire de géologie de l'École Pratique des Hautes Études, il organise une excursion géologique aux environs de Beauvais pour les étudiants de la Sorbonne et du Muséum. Très vite, il va constituer une remarquable collection de pièces fossiles et préhistoriques. Il estime qu'elle compte environ 50 000 éléments. On y trouve pour une grande part, des fossiles issus des gisements régionaux aujourd’hui disparus ou quasiment inaccessibles comme celui des Sables de Bracheux (recouvert en partie par l’extension de la ville de Beauvais). De plus Charles Janet avait mis au point une méthode de conservation des coquilles très fragiles de ces couches géologiques. D’autres gisements du Tertiaire local sont bien représentés comme le Cuisien, l’Yprésien, le Lutétien des régions de Chaumont-en-Vexin, Parnes, Grignon, Chambors et Mouy. La collection enferme aussi de très nombreux échinodermes pour lesquels il a co-écrit un article avec Lucien Cuénot. Dans la craie des environs de Beauvais, il a découvert trois nouvelles espèces de bélemnites (dont une demeure encore valide). Il s'agit d'Actinocamax grossouvrei, d’Actinocamax toucasi et d’Actinocamax alfridi.

### Entomologie

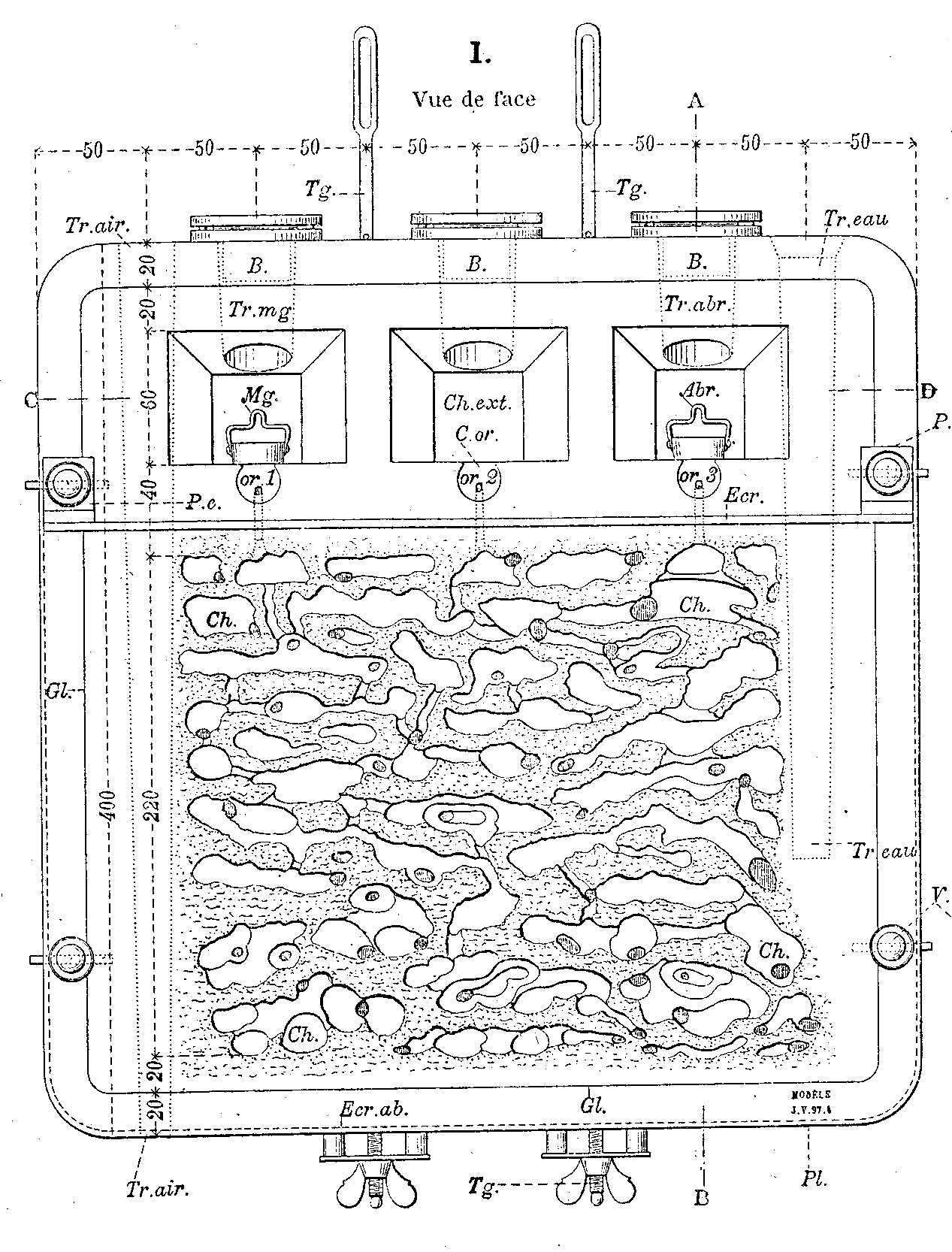
Nid artificiel de fourmi.

C'est dans ce domaine que ses travaux sont les plus importants, il s’intéresse surtout aux hyménoptères sociaux.
En 1894 d’abord, il observe un nid de frelons depuis son origine jusqu’à la mort de la dernière ouvrière. Durant ces 5 mois d’observations ininterrompues, il découvre la trophallaxie des larves du frelon. Toujours pour l’éthologie des insectes, il invente un nid artificiel vertical qui va rester très longtemps un matériel classique des entomologistes. Ce type de nid lui permettra de comprendre comment certains insectes vivent aux dépens des fourmis. Il surprend par exemple le lépisme en train de voler la gouttelette de liquide sucré que s’échangent deux fourmis. Il nous gratifie ensuite d’études très poussées sur toute l’anatomie interne des fourmis où il s’évertue à montrer leur organisation en métamères. Chez la jeune fourmi reine, il y découvre la transformation des muscles du vol après qu’elle s’est arrachée les ailes. Il démontre que ces muscles évoluent en cellules lipidiques fournissant ainsi l’énergie nécessaire à cette reine qui ne se nourrit pas pendant les longs mois que dure la fondation de sa colonie.
Finalement, 22 des 24 notes qu’il proposera à l’Académie des sciences auront trait aux insectes sociaux. Il a progressivement cherché à mettre en relation étroite, l'éthologie avec la physiologie des insectes par les biais des coupes histologiques où certains pensent qu'il fit merveille.Bien qu'encore souvent cité comme un auteur classique chez les entomologistes, Charles Janet est totalement tombé dans l'oubli dans ses autres domaines de recherche. À son propos Maurice Maeterlinck écrivait :
"Il faut mentionner encore l’ingénieur Charles Janet dont les innombrables études, recherches communications, monographies, précises, nettes, impeccables, et ornées de planches anatomiques devenues classiques, n’ont cessé, depuis près de cinquante ans, d’enrichir la myrmécologie comme bien d’autres sciences. C’est un de ces grands travailleurs auxquels on ne rend justice qu’après leur mort".

### Botanique
Le virage opéré vers la botanique n’est pas un abandon de la zoologie, mais une réflexion plus large dans laquelle les insectes seront inclus. Fort de ses études sur la métamérie de l'insecte, il cherche alors à penser un ancêtre commun aux animaux et aux végétaux. Selon Janet, les métazoaires actuels proviendraient de colonies de protozoaires flagellés. Voilà pourquoi il estime que les seuls liens qui persistent encore entre les deux règnes sont ceux où animaux et végétaux sont encore à l’état monocellulaire. Charles Janet décide donc d'étudier le Volvox, car il a souvent été considéré comme intermédiaire entre les animaux et les végétaux, ainsi qu'entre les unicellulaires et les pluricellulaires. Pour Janet, le Volvox, n’a plus évolué depuis sa divergence d’avec les flagellés phytiques, est donc un fossile vivant qui rappelle puissamment les débuts des métazoaires.

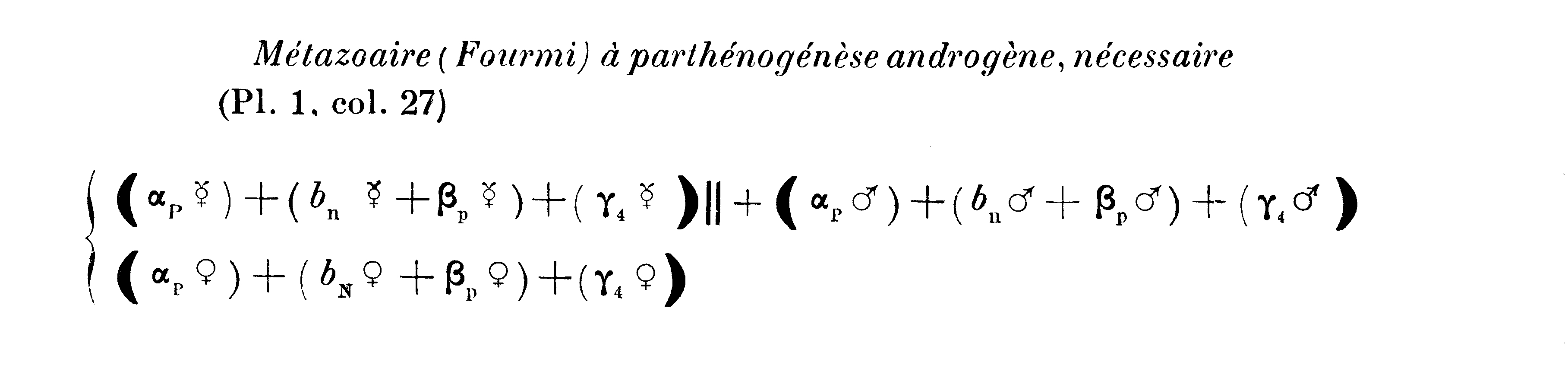
Formule orthobiontique de la fourmi (1925)

Il s’intéresse surtout aux successions de développement cellulaires entre deux générations. Quelques années plus tard en découlera une théorie nommée orthobiontique où Janet ébauche un plan d’organisation du Vivant. D’après lui, l’ensemble des êtres éteints comme actuels peut être décrit par seulement 7 plans orthobiontiques. Dans cette synthèse où il fait le pont entre le règne animal et végétal, il ira jusqu’à la mathématisation complète de ses observations en mettant en formule les générations cellulaires observées.
Finalement basée sur une théorisation excessive qui prend le pas sur ses observations, desservie par un texte empli de néologismes complexes, le tout traduit en langage mathématique, cette théorie va demeurer inaccessible. Elle sera d'ailleurs extrêmement mal reçue dans la Revue générale des Sciences pures et appliquées.

### Chimie

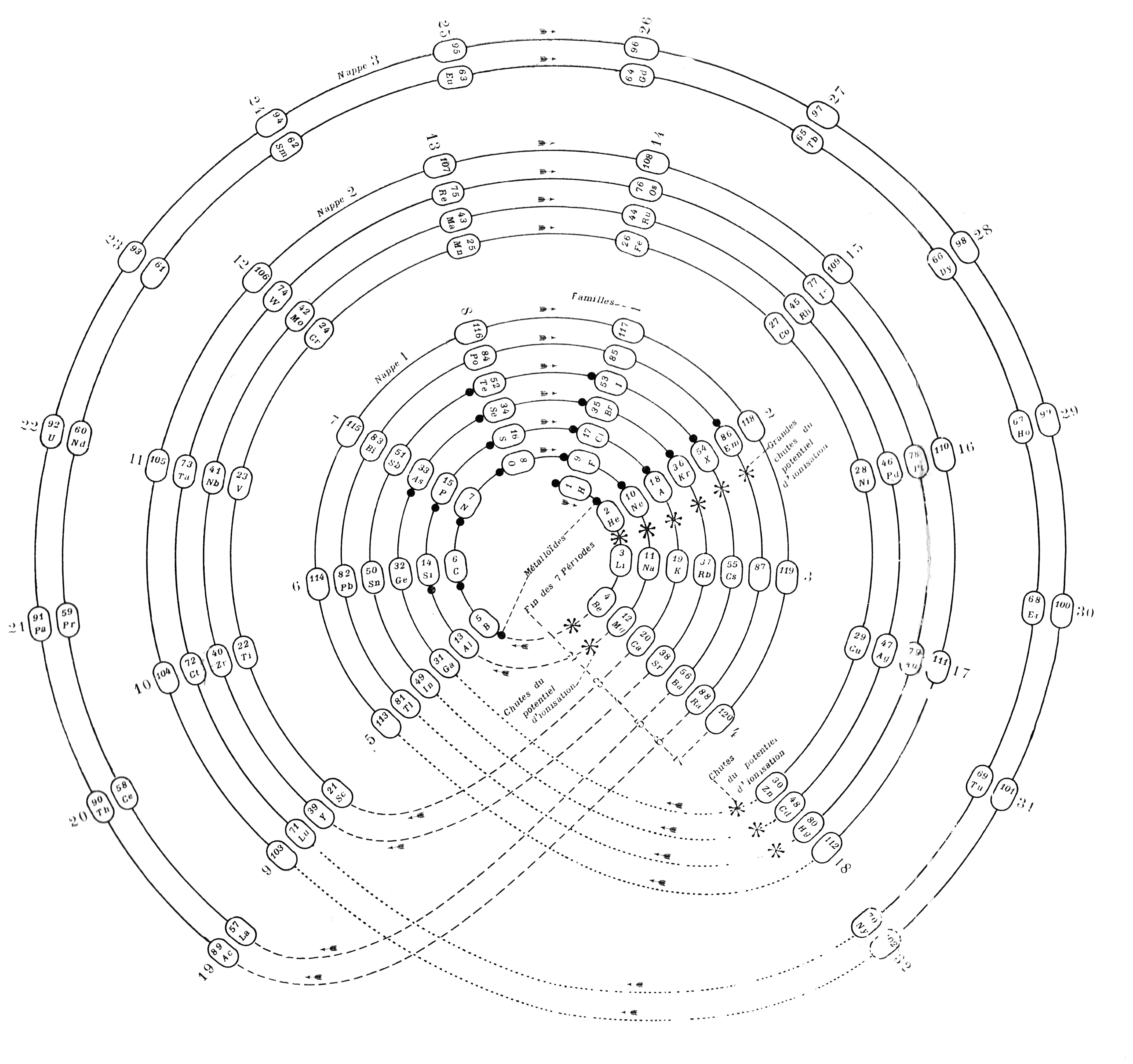
Classification atomique en spirale (avril 1928)

Après cet échec, il entreprend à l’âge de 78 ans des recherches d'atomistique. On peut encore y voir une continuité et non une rupture, car la recherche d’une organisation fondamentale est un axe commun à l'ensemble des travaux de Janet. Il s’intéresse ici aux propriétés des atomes et à l’organisation de leurs noyaux. Pour synthétiser ses propos, il réfléchit à une classification périodique des éléments atomiques. Pour lui, leurs propriétés physico-chimiques sont intimement liées à leur ordonnancement arithmétique et graphique.
D’ailleurs, la parfaite régularité qu’il observe à tous les niveaux de son tableau est pour Janet la preuve qu’il a découvert la bonne loi de répartition. Il propose même en 1930 de le vérifier en accordant sa classification à la toute récente théorie quantique. Ce faisant il énonce le premier la règle qui décrit dans quel ordre les électrons remplissent les sous-couches d’un atome. Cette règle, redécouverte plus tard est appelée communément règle de Madelung depuis 1936 chez les anglo-saxons ou règle de Klechkowski (origine soviétique en 1962 et en usage en France). Confidentielle, la classification de Janet restera totalement ignorée en France. Grâce à ces figures spiralaires étonnantes, elle réapparaîtra 40 ans plus tard chez les chimistes américains avant une nouvelle éclipse. Ce n’est que depuis une dizaine d’années qu’elle est considérée comme une alternative valable à la célèbre classification de Mendeleïev sous le nom de Left Step Table. Eric Scerri, un historien américain (UCLA) a médiatisé la forme de Janet dans des revues comme le Scientific American ou Pour la Science. Il consacre aussi un chapitre entier de son dernier ouvrage à Charles Janet qu'il voit comme un contributeur mineur par sa renommée, mais majeur par ses idées.

#### Tableau périodique
Si l'œuvre globale de Janet est reparue au début du XXIe siècle auprès des scientifiques, son tableau périodique des éléments est maintenant connu en anglais sous le nom de Janet Form ou Left-Step Periodic Table (LSPT). Il est remarquablement régulier, d'apparence très familière car ne différant du tableau périodique standard que de façon minime, et a de surcroît le mérite de disposer les blocs du tableau périodique dans l'ordre naturel des orbitales s, p, d, f et g de droite à gauche et sans avoir besoin de scinder le tableau ni d'en reporter certains blocs en dessous, contrairement à la présentation actuelle héritée des travaux de Glenn Seaborg sur les actinides en 1944. La présentation de Janet met en évidence la règle de Klechkowski (ou de Madelung) selon laquelle les orbitales atomiques sont remplies de sorte que la somme n + ℓ, où n est le nombre quantique principal et ℓ le nombre quantique azimutal, soit croissante, puis {\displaystyle n} soit croissant sur chaque ligne. Contrairement au tableau périodique usuel, chaque ligne de celui de Charles Janet correspond à une valeur de n + ℓ constante sur toute la ligne :
| f1                                                              | f2 | f3 | f4 | f5 | f6 | f7 | f8 | f9 | f10 | f11 | f12 | f13 | f14 | d1 | d2 | d3 | d4 | d5 | d6 | d7 | d8 | d9 | d10 | p1 | p2 | p3 | p4 | p5 | p6 | s1  | s2  |
|                                                                 |    |    |    |    |    |    |    |    |     |     |     |     |     |    |    |    |    |    |    |    |    |    |     |    |    |    |    |    |    | H   | He  |
|                                                                 |    |    |    |    |    |    |    |    |     |     |     |     |     |    |    |    |    |    |    |    |    |    |     |    |    |    |    |    |    | Li  | Be  |
|                                                                 |    |    |    |    |    |    |    |    |     |     |     |     |     |    |    |    |    |    |    |    |    |    |     | B  | C  | N  | O  | F  | Ne | Na  | Mg  |
|                                                                 |    |    |    |    |    |    |    |    |     |     |     |     |     |    |    |    |    |    |    |    |    |    |     | Al | Si | P  | S  | Cl | Ar | K   | Ca  |
|                                                                 |    |    |    |    |    |    |    |    |     |     |     |     |     | Sc | Ti | V  | Cr | Mn | Fe | Co | Ni | Cu | Zn  | Ga | Ge | As | Se | Br | Kr | Rb  | Sr  |
|                                                                 |    |    |    |    |    |    |    |    |     |     |     |     |     | Y  | Zr | Nb | Mo | Tc | Ru | Rh | Pd | Ag | Cd  | In | Sn | Sb | Te | I  | Xe | Cs  | Ba  |
| La                                                              | Ce | Pr | Nd | Pm | Sm | Eu | Gd | Tb | Dy  | Ho  | Er  | Tm  | Yb  | Lu | Hf | Ta | W  | Re | Os | Ir | Pt | Au | Hg  | Tl | Pb | Bi | Po | At | Rn | Fr  | Ra  |
| Ac                                                              | Th | Pa | U  | Np | Pu | Am | Cm | Bk | Cf  | Es  | Fm  | Md  | No  | Lr | Rf | Db | Sg | Bh | Hs | Mt | Ds | Rg | Cn  | Nh | Fl | Mc | Lv | Ts | Og | 119 | 120 |
|                                                                 |    |    |    |    |    |    |    |    |     |     |     |     |     |    |    |    |    |    |    |    |    |    |     |    |    |    |    |    |    |     |     |
| Tableau périodique actuel organisé à la façon de Charles Janet. |    |    |    |    |    |    |    |    |     |     |     |     |     |    |    |    |    |    |    |    |    |    |     |    |    |    |    |    |    |     |     |

Le tableau suivant illustre le fait que la somme des nombres quantiques n et ℓ sur chaque ligne est égale au numéro de cette ligne :
| Ligne | Nombres quantiques  | Nombres quantiques      | Somme | Sous-couche | Nombre quantique magnétique | Nombre quantique magnétique | Nombre quantique magnétique | Nombre quantique magnétique | Nombre quantique magnétique | Nombre quantique magnétique | Nombre quantique magnétique | Nombre d'électrons | Nombre d'électrons |
| Ligne | Principal           | Azimutal                | n + ℓ | Sous-couche | -3                          | -2                          | -1                          | 0                           | 1                           | 2                           | 3                           | Sous-couche        | Ligne              |
| ----- | ------------------- | ----------------------- | ----- | ----------- | --------------------------- | --------------------------- | --------------------------- | --------------------------- | --------------------------- | --------------------------- | --------------------------- | ------------------ | ------------------ |
| no 1  | {\displaystyle n=1} | {\displaystyle \ell =0} | 1     | 1s          |                             |                             |                             | ↑ ↓                         |                             |                             |                             | 2                  | 2                  |
| no 2  | {\displaystyle n=2} | {\displaystyle \ell =0} | 2     | 2s          |                             |                             |                             | ↑ ↓                         |                             |                             |                             | 2                  | 2                  |
| no 3  | {\displaystyle n=2} | {\displaystyle \ell =1} | 3     | 2p          |                             |                             | ↑ ↓                         | ↑ ↓                         | ↑ ↓                         |                             |                             | 6                  | 8                  |
| no 3  | {\displaystyle n=3} | {\displaystyle \ell =0} | 3     | 3s          |                             |                             |                             | ↑ ↓                         |                             |                             |                             | 2                  | 8                  |
| no 4  | {\displaystyle n=3} | {\displaystyle \ell =1} | 4     | 3p          |                             |                             | ↑ ↓                         | ↑ ↓                         | ↑ ↓                         |                             |                             | 6                  | 8                  |
| no 4  | {\displaystyle n=4} | {\displaystyle \ell =0} | 4     | 4s          |                             |                             |                             | ↑ ↓                         |                             |                             |                             | 2                  | 8                  |
| no 5  | {\displaystyle n=3} | {\displaystyle \ell =2} | 5     | 3d          |                             | ↑ ↓                         | ↑ ↓                         | ↑ ↓                         | ↑ ↓                         | ↑ ↓                         |                             | 10                 | 18                 |
| no 5  | {\displaystyle n=4} | {\displaystyle \ell =1} | 5     | 4p          |                             |                             | ↑ ↓                         | ↑ ↓                         | ↑ ↓                         |                             |                             | 6                  | 18                 |
| no 5  | {\displaystyle n=5} | {\displaystyle \ell =0} | 5     | 5s          |                             |                             |                             | ↑ ↓                         |                             |                             |                             | 2                  | 18                 |
| no 6  | {\displaystyle n=4} | {\displaystyle \ell =2} | 6     | 4d          |                             | ↑ ↓                         | ↑ ↓                         | ↑ ↓                         | ↑ ↓                         | ↑ ↓                         |                             | 10                 | 18                 |
| no 6  | {\displaystyle n=5} | {\displaystyle \ell =1} | 6     | 5p          |                             |                             | ↑ ↓                         | ↑ ↓                         | ↑ ↓                         |                             |                             | 6                  | 18                 |
| no 6  | {\displaystyle n=6} | {\displaystyle \ell =0} | 6     | 6s          |                             |                             |                             | ↑ ↓                         |                             |                             |                             | 2                  | 18                 |
| no 7  | {\displaystyle n=4} | {\displaystyle \ell =3} | 7     | 4f          | ↑ ↓                         | ↑ ↓                         | ↑ ↓                         | ↑ ↓                         | ↑ ↓                         | ↑ ↓                         | ↑ ↓                         | 14                 | 32                 |
| no 7  | {\displaystyle n=5} | {\displaystyle \ell =2} | 7     | 5d          |                             | ↑ ↓                         | ↑ ↓                         | ↑ ↓                         | ↑ ↓                         | ↑ ↓                         |                             | 10                 | 32                 |
| no 7  | {\displaystyle n=6} | {\displaystyle \ell =1} | 7     | 6p          |                             |                             | ↑ ↓                         | ↑ ↓                         | ↑ ↓                         |                             |                             | 6                  | 32                 |
| no 7  | {\displaystyle n=7} | {\displaystyle \ell =0} | 7     | 7s          |                             |                             |                             | ↑ ↓                         |                             |                             |                             | 2                  | 32                 |
| no 8  | {\displaystyle n=5} | {\displaystyle \ell =3} | 8     | 5f          | ↑ ↓                         | ↑ ↓                         | ↑ ↓                         | ↑ ↓                         | ↑ ↓                         | ↑ ↓                         | ↑ ↓                         | 14                 | 32                 |
| no 8  | {\displaystyle n=6} | {\displaystyle \ell =2} | 8     | 6d          |                             | ↑ ↓                         | ↑ ↓                         | ↑ ↓                         | ↑ ↓                         | ↑ ↓                         |                             | 10                 | 32                 |
| no 8  | {\displaystyle n=7} | {\displaystyle \ell =1} | 8     | 7p          |                             |                             | ↑ ↓                         | ↑ ↓                         | ↑ ↓                         |                             |                             | 6                  | 32                 |
| no 8  | {\displaystyle n=8} | {\displaystyle \ell =0} | 8     | 8s          |                             |                             |                             | ↑ ↓                         |                             |                             |                             | 2                  | 32                 |

### Janet polymathe et curieux
Charles Janet s'est penché sur bien d'autres sujets souvent très inattendus pour un naturaliste.

#### Habitations ouvrières
Dans la veine des patrons paternalistes, il a réfléchi et mené à son terme un projet immobilier destiné à loger dans de bonnes conditions les ouvriers de la brosserie Dupont. Il a d'abord proposé ses idées à l'Exposition universelle de Bruxelles. Il ensuite été décoré de la Légion d'honneur par le ministre du Commerce pour ce même projet, mais à l'Exposition universelle de Paris en 1900. Les maisons sont toujours existantes dans l'actuelle rue Alphonse Dupont à Beauvais (voir la carte). C'est Charles qui a dessiné les plans de ces maisons.

#### Le Titanic
Le 30 avril 1912, Janet termine une note d’une douzaine de pages consacrée à la forme des icebergs, soit 15 jours seulement après la catastrophe advenue au Titanic. En tenant compte des courants, des densités et températures de l'eau de mer, de l'eau de fonte, de la glace, Charles Janet imagine la forme de l'iceberg qui coula le paquebot. Sa proposition est étonnamment réaliste au regard des connaissances actuelles. Son hypothèse fut d'ailleurs relayée par la presse nationale et internationale.

#### La Préhistoire
Par le biais d'une imposante collection d'objets de préhistoire locale, Charles Janet était intégré au réseau des préhistoriens de son époque (notamment ceux de la Société préhistorique de France). Sa rencontre avec Adrien de Mortillet aura lieu durant "l'affaire des faux silex de Beauvais". Janet sera cité comme témoin dans cette vaste escroquerie. Cette collaboration s’étendra aux fils d'Adrien de Mortillet. Janet participera ensuite au Ve congrès préhistorique de France qui s'est tenu à Beauvais en juillet 1909.

#### Inventeur
Charles Janet s'est toujours montré créatif et innovant. Pour ses insectes, il a développé différents types de nids artificiels, des pièges et aussi des moyens de capturer et installer des nids à domicile. Il avait par exemple fait percer plusieurs des fenêtres de la Villa des roses pour permettre à ses nids de frelons de communiquer avec l'extérieur. Il pouvait comme cela les observer depuis ses laboratoires. Il a déposé avec son frère Armand Janet (président de la Société entomologique de France), le brevet d'un moteur rotatif à hydrocarbure. Mais une de ses inventions les plus surprenante est certainement son curieux moyen de sauvetage pour éviter la noyade. Elle fait suite au naufrage de La Bourgogne qui fit près de 600 victimes. L'invention semble simpliste puisque basée sur des ballons de baudruche, mais en bon ingénieur, il a fait des tests de résistance. Pour la vérifier, il convoque largement la presse afin de faire un essai sur deux de ses propres enfants âgés de 9 et 11 ans qu'il voit disparaître dans le courant d'une écluse... l'article du Figaro (lire ici en 4e colonne) relate comment s'est terminée cette expérience.

## Synthèse
Finalement, Charles Janet représente bien la figure de l'amateur, car jamais il n'a pu accéder à des fonctions institutionnelles. Sa candidature a pourtant été acceptée trois fois à l'Académie des sciences (en 1902, en 1908 et en 1912). D'un autre côté, sa polyvalence de très haut niveau (sa polymathie) et sa puissance financière le placent dans le cadre passéiste du grand amateur hérité du XVIIIe ou de l'humaniste. Il est plus probable qu'il soit bien inscrit dans son époque. En effet, les scientifiques des sciences naturelles étaient bien peu nombreux à être rétribués par l'État autour de 1900. La puissance naturaliste de la France était essentiellement due aux contributions de savants indépendants tel Charles Janet,

### Liste des genres, sous-genres et espèces dédiés à Charles Janet
Dix organismes, animaux et végétaux vivants ou fossiles ou ont été nommés en hommage à Charles Janet. Ils sont présentés dans la liste ci-dessous avec les renseignements suivants :
Genre ou Genre espèce / Inventeur / année de création/ Référence bibliographique abrégée  [Taxon créé]

#### Actuels
- Arthropodes, insectes hyménoptères :
  - Dimorphomyrmex janeti André 1891, Bull. soc. zool. Fr., Vol. 16 [Espèce]
  - Janetia Forel 1899, Biol. centr. Anvers. zool., Hym, 3, 6. I [Sous-genre]
- Arthropodes, insectes diptères :
  - Janetia Kieffer 1896, Bull. soc. ent. Fr., 1896, 236  [Genre]
  - Janetiella Kieffer 1898, Bull soc. Metz, 20, 12  [Genre]
- Arthropodes, acariens uropodes :
  - Janetiella Berlese 1904, Redia, I, 303, 351  [Genre]
- Nématodes :
  - Pelodera janeti Lacaze-Dutiers 1893,  CRAS, t. 117, 700 [Espèce][53]
- Plantes Chlorophycées :
- Janetosphaera aurea Shaw 1922, The Philippine Journal of Science, Vol. 20, 477  [Genre]

#### Fossiles
- Échinodermes :
  - Salenia Janeti Cotteau 1886, Bull. soc. Zool. Fr., Vol. 11, 716 [Espèce][54]
  - Antedon Janeti Valette 1917, Bull. soc. sc. de l’Yonne, Vol. 70, part.2, t. 20, 172 [Espèce]
- Gastéropodes :
  - Nerinella janeti Cosmann 1898, Mém. Soc. Géol. de Fr., Pal., t. VIII, 90 [Espèce]